# ホタルイカルシフェリン-2-モノオキシゲナーゼ
ホタルイカルシフェリン-2-モノオキシゲナーゼ（Watasenia-luciferin 2-monooxygenase）は、次の化学反応を触媒する酸化還元酵素である。
ホタルイカルシフェリン + O2 {\displaystyle \rightleftharpoons } 酸化型ホタルイカルシフェリン + CO2 + hν
反応式の通り、この酵素の基質はホタルイカルシフェリンとO2、生成物は酸化型ホタルイカルシフェリンとCO2と光である。
組織名はWatasenia-luciferin:oxygen 2-oxidoreductase (decarboxylating)で、別名にWatasenia-type luciferaseがある。